# لایونل بارت
لایونل بارت (ایتالیایی: Lionel Bart؛ ‏ ۱ اوت ۱۹۳۰ – ۳ آوریل ۱۹۹۹) موسیقی‌دان و آهنگساز اهل بریتانیا بود. وی بین سال‌های ۱۹۵۲ تا ۱۹۹۹ میلادی فعالیت می‌کرد.
از فیلم‌هایی که وی در آن‌ها نقش داشته‌است، می‌توان به الیور!، از روسیه با عشق، مسیر خطر و زیبای سیاه اشاره نمود.